# Pema Karpo

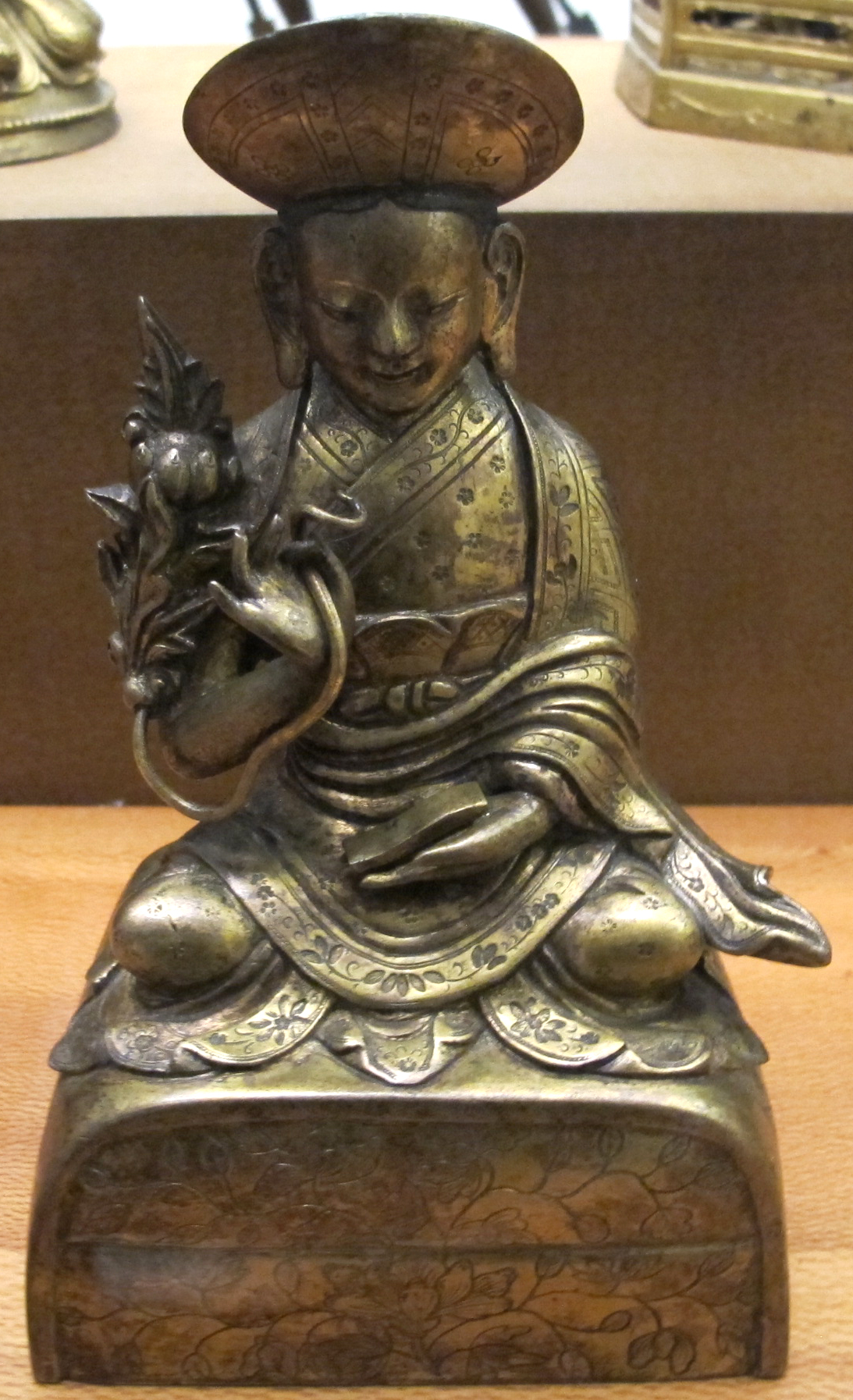
Pema Karpo

Künkhyen Pema Karpo (tibetisch ཀུན་མཁྱེན་པདྨ་དཀར་པོ, Wylie-Umschrift.: kun mkhyen padma dkar po; * 1527; † 1592) war der 4. Gyelwang Drugpa, das Oberhaupt der Drugpa-Tradition, einer der sogenannten „acht kleineren Schulen“ der Kagyü-Schulrichtung des tibetischen Buddhismus (Vajrayana) und ein bedeutender Gelehrter. Er verfasste Schriften über Philosophie, Logik, Literatur, Geschichte und Astrologie und schrieb auch über Mahamudra.
Er richtete im Kloster Sangngag Chöling (gsang sngags chos gling) im südlichen Tibet  den neuen Hauptsitz der Drugpa-Kagyü-Tradition ein.
Zu seinen Reinkarnationen zählen der 5. Gyelwang Drugpa Pagsam Wangpo (dpag bsam dbang po; 1593–1641), der in Tibet blieb und Shabdrung Ngawang Namgyel (zhabs drung ngag dbang rnam rgyal; 1594–1651), der nach Bhutan ging.

## Werke
- Chronik des Pema Karpo